# Sorne Unzueta
Sorne Unzueta Landeta (Bilbao, Vizcaya, 27 de noviembre de 1900 - Urdúliz, 13 de enero de 2005) fue una profesora y escritora española, conocida también por el seudónimo Utarsus!

## Biografía
Primitiva Sabina Unzueta Landeta (Sorne Unzueta) nació en el barrio bilbaíno de Abando el 27 de noviembre del año 1900. Realizó sus primeros estudios en la escuela de Atxuri, en Bilbao, obteniendo el premio extraordinario. Aprendió euskera con el profesor Ebaristo Bustinza, conocido como Kirikiño y, a partir de entonces, con 16 años empezó a llamarse Sorne. Ingresó en la Escuela Normal de Maestras de Bilbao donde se graduó como profesora.

### Trayectoria profesional
Junto con Julene Azpeitia, Elvira Zipitria, María Dolores Aguirre y Katalina Eleicegui formó parte de la primera promoción de maestras que enseñó en las escuelas de barriada abiertas por la Diputación de Vizcaya desde 1920ː Rigoitia, Plencia y Lemoa. En esta última localidad fijó su residencia en 1925, el mismo año que se casó con Gregorio Errazti Araluze. El matrimonio tuvo tres hijas y tres hijos.
Años después, también impartiría clases en las primeras ikastolas abiertas en la  posguerra, en plena dictadura franquista.Contra la tendencia general de aquella época, enseñó a su alumnado en euskera.
Sorne Unzueta cultivó todos los génerosː poesía, narración, fábula, artículos de opinión e incluso una novela que no se llegó a publicar. Escribió en castellano y euskera, aunque en este último idioma fue en el que más se desarrolló como escritora.
Tanto Sorne Unzueta como otras escritoras contemporáneas de su entorno, que también ejercían su profesión como maestras, se dedicaron a otras actividades sociales y políticas. Así, Sorne fue una destacada propagandista y oradora nacionalista, seguidora del movimiento político y social promovido por Sabino Arana dando prestigio al euskera y la cultura vasca. También perteneció a la Euzko Ikastola Batzako (Academia Vasca de Vizcaya). Formó parte de la asociación Emakume Abertzale Bazta (Asociación de mujeres abertzales) -creada en 1922 en el seno del Partido Nacionalista Vasco- ocupando cargos de poder y participando en varios mítines pronunciándose a favor de los derechos de las mujeres, su integración en la  sociedad y animándolas a que no se quedasen en casa sin hacer nada. También, una vez aprobado el derecho al voto femenino en 1932, animó a la participación política de las mujeres nacionalistas.
Algunas citas de sus obrasː

«No os creáis débiles; pensad que las gotas de agua sueltas no tienen casi ningún valor, en tanto que juntas forman corrientes impetuosas capaces de accionar las mayores turbinas del mundo (…)»
Unzueta, Sorne. (1931, diciembre 4). Emakume Abertzale-Batza. Euzkadi.

«Nosotras somos las que hemos de hacerla llegar hasta las madres que no pueden oír lo que predican los hombres en nuestras fiestas vascas (…)»
Unzueta, Sorne. (1931, mayo 30). ¿Cuándo? Bizkaitarr

Entre los años 1934 y 1937 fue maestra en Santa Ana de Berango (Vizcaya) hasta que se exilió en Francia.
Todos sus poemas anteriores a la Guerra civil española los publicó en la revista Euskerea. Durante su exilio en Paris escribió en la revista Eusko Deya y posteriormente en Eusko Gogoga.
Después de colaborar con la Resistencia y el Gobierno Vasco en el exilio, volvió a su tierra en 1953, con su marido, Gregorio Errasti Araluze, muy enfermo. En 1968 se afincó en Guecho. Durante la dictadura franquista Sorne Unzueta no pudo ejercer de maestra, por lo que trabajó enseñando francés.
Con ayuda del Instituto Labayru y el Ayuntamiento de Bilbao, en octubre de 1997, presentó el libro Idazlan Guztiak que recopila casi toda su obra, recogiendo 50 poesías, narraciones y artículos adaptados al euskera actual. La novela que escribió en el exilio no está incluida en esta obra.
Sorne Unzueta falleció en Urdúliz, el 13 de enero de 2005.

## Obra

### Poesía
- Idazlan guztiak. Editorial Labayru Ikastegia. (1997) Recopilación de su obra.

## Reconocimientos
- 2009 Calle Sorne Unzueta.[9][10][11]
- 2021 Mencionada en la publicación de Javier Campo Esteban: Saliendo de la invisibilidad. Retratos de mujer. pp. Editorial Círculo Rojo. ISBN: 978-84-1385-908-8